# Atletismo nos Jogos Paralímpicos de Verão de 2012 - Lançamento de dardo feminino
As competições de lançamento de dardo feminino do atletismo nos Jogos Paralímpicos de Verão de 2012 foram disputadas entre os dias 1 e 8 de setembro no Estádio Olímpico de Londres, na capital britânica. Participaram desse evento atletas que foram divididas em 6 classes diferentes de deficiência. 

## Medalhistas

### Classe F12/13
| Ouro   | SRB Tanja Dragić  |
| Prata  | RUS Anna Sorokina |
| Bronze | AUT Natalija Eder |

### Classe F33/34/52/53
| Ouro   | GER Birgit Kober            |
| Prata  | GER Marie Braemer-Skowronek |
| Bronze | FIN Marjaana Huovinen       |

### Classe F37/38
| Ouro   | BRA Shirlene Coelho |
| Prata  | CHN Qianqian Jia    |
| Bronze | AUS Georgia Beikoff |

### Classe F46
| Ouro   | POL Katarzyna Piekart |
| Prata  | RUS Nataliya Gudkova  |
| Bronze | AUS Madeleine Hogan   |

### Classe F54/55/56
| Ouro   | CHN Yang Liwan      |
| Prata  | TUN Hania Aidi      |
| Bronze | GER Martina Willing |

### Classe F57/58
| Ouro   | CHN Liu Ming     |
| Prata  | ALG Safia Djelal |
| Bronze | RUS Larisa Volik |

## F12/13
| Pos, | Atleta                        | Classe | 1     | 2     | 3     | 4     | 5     | 6     | Marca | Pontos | Notas               |
| ---- | ----------------------------- | ------ | ----- | ----- | ----- | ----- | ----- | ----- | ----- | ------ | ------------------- |
| 1 !  | SRB Tanja Dragić              | F12    | 37,45 | 42,51 | 37,10 | 38,73 | 38,77 | 40,14 | 42,51 | 1039   | Recorde mundial     |
| 2 !  | RUS Anna Sorokina             | F12    | 36,80 | x     | 32,10 | 35,92 | 37,20 | 38,79 | 38,79 | 1008   | Recorde pessoal     |
| 3 !  | AUT Natalija Eder             | F12    | 32,81 | 38,03 | 32,38 | 33,94 | 31,99 | 30,43 | 38,03 | 1000   | Recorde pessoal     |
| 4    | MEX Rebeca Valenzuela Álvarez | F12    | x     | 34,17 | x     | x     | x     | x     | 34,17 | 950    | Recorde da América  |
| 5    | TPE Ya-Ting Liu               | F13    | 32,68 | x     | 33,65 | 31,33 | x     | 32,61 | 33,65 | 883    | Recorde paralímpico |
| 6    | AUS Jessica Gallagher         | F13    | 32,03 | 33,56 | 31,34 | 26,78 | 33,25 | 33,30 | 33,56 | 882    |                     |
| 7    | CRO Marija Vidaček            | F12    | x     | x     | 22,74 | 27,05 | x     | 23,62 | 27,05 | 795    |                     |
| 8    | GRE Rose Welepa               | F12    | 24,29 | 20,00 | 19,02 | 20,07 | 17,66 | 15,65 | 24,29 | 708    | Recorde pessoal     |
| 9    | TPE Ting-Fen Tung             | F13    | 21,12 | 21,02 | 20,34 | -     | -     | -     | 21,12 | 508    | Recorde pessoal     |

## F33/34/52/53
| Pos. | Atleta                      | Classe | 1     | 2     | 3     | 4     | 5     | 6     | Marca | Notas                |
| ---- | --------------------------- | ------ | ----- | ----- | ----- | ----- | ----- | ----- | ----- | -------------------- |
| 1 !  | GER Birgit Kober            | F34    | 24,29 | 25,17 | x     | x     | 25,66 | 27,03 | 27,03 | Recorde mundial      |
| 2 !  | GER Marie Braemer-Skowronek | F34    | 19,47 | 20,43 | 19,56 | 19,23 | 20,25 | 19,93 | 20,43 | Recorde da temporada |
| 3 !  | FIN Marjaana Huovinen       | F34    | 19,47 | x     | 19,17 | x     | 17,97 | x     | 19,47 | Recorde pessoal      |
| 4    | TUN Yousra Ben Jemaa        | F34    | 18,63 | x     | 17,61 | 17,90 | 18,26 | x     | 18,63 | Recorde africano     |
| 5    | GER Frances Herrmann        | F34    | 17,99 | 18,62 | x     | 18,31 | 18,00 | 17,86 | 18,62 | Recorde pessoal      |
| 6    | RUS Veronika Doronina       | F34    | x     | 16,57 | 18,40 | 16,94 | 17,82 | x     | 18,40 |                      |
| 7    | MEX Estela Salas            | F53    | 11,40 | x     | x     | x     | 11,22 | x     | 11,40 | Recorde pessoal      |
| 8    | RSA Zandile Nhlapo          | F34    | x     | x     | 15,43 | x     | x     | x     | 15,43 | Recorde da temporada |
| 9    | MEX Esther Rivera           | F53    | 10,87 | x     | 11,07 | -     | -     | -     | 11,07 |                      |
| 10   | AUS Brydee Moore            | F33    | 10,50 | 10,55 | x     | -     | -     | -     | 10,55 |                      |
| 11   | UAE Thuraya Alzaabi         | F34    | 11,95 | 12,85 | 11,91 | -     | -     | -     | 12,85 |                      |
| 12   | RUS Elena Burdykina         | F34    | 11,94 | 11,49 | 12,61 | -     | -     | -     | 12,61 |                      |
| 13   | BRN Fatema Nedham           | F53    | 6,00  | 6,07  | x     | -     | -     | -     | 6,07  | Recorde da temporada |

## F37/38
| Pos. | Atleta                | Classe | 1     | 2     | 3     | 4     | 5     | 6     | Marca | Pontos | Notas                |
| ---- | --------------------- | ------ | ----- | ----- | ----- | ----- | ----- | ----- | ----- | ------ | -------------------- |
| 1 !  | BRA Shirlene Coelho   | F37    | 37,86 | 35,92 | 34,04 | 36,05 | 31,19 | 36,03 | 37,86 | 1015   | Recorde mundial      |
| 2 !  | CHN Qianqian Jia      | F37    | 30,50 | 27,91 | 30,89 | x     | 31,62 | 28,47 | 31,62 | 946    | Recorde asiático     |
| 3 !  | AUS Georgia Beikoff   | F37    | 29,84 | 27,06 | 28,67 | 25,42 | 25,09 | 26,90 | 29,84 | 914    | Recorde da Oceania   |
| 4    | CHN Na Mi             | F37    | 25,51 | 28,48 | x     | x     | 27,17 | 26,90 | 28,48 | 886    | Recorde da temporada |
| 5    | VEN Yomaira Cohen     | F37    | 25,80 | 25,23 | x     | 25,22 | 26,27 | x     | 26,27 | 829    | Recorde pessoal      |
| 6    | CZE Daniela Vratilova | F38    | 25,64 | 23,71 | 25,44 | 25,53 | 25,93 | 24,70 | 25,93 | 793    |                      |
| 7    | CZE Eva Berná         | F37    | 19,46 | 20,51 | 19,48 | 20,35 | 19,91 | 20,88 | 20,88 | 632    |                      |

## F46
| Pos. | Atleta                 | 1     | 2     | 3     | 4     | 5     | 6     | Marca | Notas            |
| ---- | ---------------------- | ----- | ----- | ----- | ----- | ----- | ----- | ----- | ---------------- |
| 1 !  | POL Katarzyna Piekart  | 35,41 | 37,36 | 37,84 | 37,84 | 41,15 | 38,51 | 41,15 | Recorde mundial  |
| 2 !  | RUS Nataliya Gudkova   | 36,44 | 39,89 | 41,08 | 38,43 | 38,42 | 38,04 | 41,08 | Recorde pessoal  |
| 3 !  | AUS Madeleine Hogan    | 34,98 | 37,52 | 38,38 | 36,89 | 36,01 | 38,85 | 38,85 | Recorde pessoal  |
| 4    | CHN Hongmei Zhao       | x     | 36,43 | 37,20 | 38,41 | 37,42 | 37,26 | 38,41 | Recorde asiático |
| 5    | GBR Hollie Arnold      | 29,42 | 30,30 | 33,43 | 30,28 | 33,38 | 36,27 | 36,27 | Recorde pessoal  |
| 6    | GER Laura Darimont     | x     | 32,24 | 32,41 | 27,36 | 33,54 | 31,22 | 33,54 | Recorde pessoal  |
| 7    | NZL Holly Robinson     | 28,44 | 29,91 | 32,58 | 30,15 | 31,31 | 31,45 | 32,58 | Recorde pessoal  |
| 8    | VEN Mariel Bethancourt | x     | x     | 29,99 | 29,76 | 29,93 | 29,86 | 29,99 | Recorde pessoal  |
| 9    | THA Surang Khamsuk     | 29,09 | x     | 28,75 | -     | -     | -     | 29,09 | Recorde pessoal  |
| 10   | UAE Mariam Matroushi   | 25,38 | x     | x     | -     | -     | -     | 25,38 |                  |

## F54/55/56
| Pos. | Atleta                     | Classe | 1     | 2     | 3     | 4     | 5     | 6     | Marca | Notas                |
| ---- | -------------------------- | ------ | ----- | ----- | ----- | ----- | ----- | ----- | ----- | -------------------- |
| 1 !  | CHN Yang Liwan             | F54    | 17,54 | x     | 17,76 | 17,89 | 17,68 | 17,35 | 17,89 | Recorde mundial      |
| 2 !  | TUN Hania Aidi             | F54    | 16,91 | 17,28 | 17,40 | 16,74 | 16,92 | 17,14 | 17,40 | Recorde africano     |
| 3 !  | GER Martina Willing        | F56    | 22,61 | 23,12 | x     | 21,60 | 21,81 | 20,69 | 23,12 |                      |
| 4    | RSA Ntombizanele Situ      | F54    | 15,47 | 16,22 | 16,19 | 15,26 | 15,60 | x     | 16,22 |                      |
| 5    | USA Angela Madsen          | F56    | 19,08 | 19,57 | 21,20 | 17,57 | 18,44 | 19,93 | 21,20 | Recorde da América   |
| 6    | BUL Daniela Todorova       | F55    | 18,44 | 17,86 | x     | 17,97 | x     | 19,25 | 19,25 | Recorde pessoal      |
| 7    | SLO Tanja Cerkvenik        | F55    | 18,40 | 18,64 | x     | 17,42 | x     | x     | 18,64 |                      |
| 8    | SLO Tatjana Majcen         | F54    | 11,69 | 13,49 | x     | 12,90 | x     | 13,09 | 13,49 |                      |
| 9    | COL Yanive Torres Martínez | F54    | x     | 13,03 | 12,80 | -     | -     | -     | 13,03 | Recorde da América   |
| 10   | CRO Milka Milinković       | F55    | 13,98 | 14,50 | 14,34 | -     | -     | -     | 14,50 |                      |
| 11   | ESP Ruth Aguilar Fulgencio | F55    | 10,82 | 11,45 | 12,12 | -     | -     | -     | 12,12 |                      |
| 12   | NIG Kadidjatou Amadou      | F56    | 10,81 | 11,63 | 11,29 | -     | -     | -     | 11,63 | Recorde da temporada |
| 13 ! | PHI Marites Burce          | F54    | x     | x     | x     | -     | -     | -     | NM    |                      |

## F57/58
| Pos. | Atleta                           | Classe | 1     | 2     | 3     | 4     | 5     | 6     | Marca | Pontos | Notas                |
| ---- | -------------------------------- | ------ | ----- | ----- | ----- | ----- | ----- | ----- | ----- | ------ | -------------------- |
| 1 !  | CHN Liu Ming                     | F57    | 20,99 | 21,52 | x     | 18,97 | x     | 23,48 | 23,48 | 955    | Recorde asiático     |
| 2 !  | ALG Safia Djelal                 | F58    | x     | 27,46 | 28,87 | 23,29 | x     | 26,40 | 28,87 | 953    | Recorde pessoal      |
| 3 !  | RUS Larisa Volik                 | F57    | x     | 21,95 | x     | x     | x     | x     | 21,95 | 906    | Recorde europeu      |
| 4    | VIE Thi Hai Nguyen               | F58    | 23,69 | 23,66 | 24,00 | 25,04 | 24,66 | 25,37 | 25,37 | 851    | Recorde pessoal      |
| 5    | CHN Qing Suping                  | F57    | 18,89 | 20,42 | x     | 18,85 | 19,41 | 20,12 | 20,42 | 845    | Recorde da temporada |
| 6    | RUS Olga Sergienko               | F57    | x     | x     | 19,96 | x     | x     | x     | 19,96 | 824    |                      |
| 7    | NGR Eucharia Iyiazi              | F58    | x     | x     | 24,04 | 19,28 | 23,45 | x     | 24,04 | 801    | Recorde pessoal      |
| 8    | JAM Sylvia Grant                 | F57    | x     | 18,71 | x     | 18,78 | 18,85 | 19,06 | 19,06 | 780    | Recorde da temporada |
| 9    | CHN Li Ling                      | F57    | 18,63 | x     | 18,32 | -     | -     | -     | 18,63 | 757    | Recorde da temporada |
| 10   | UAE Siham Alrasheedy             | F57    | 18,21 | 17,35 | x     | -     | -     | -     | 18,21 | 733    |                      |
| 11   | MEX Jeny Velazco Reyes           | F58    | 20,54 | 20,98 | 22,37 | -     | -     | -     | 22,37 | 728    | Recorde da temporada |
| 12   | MEX Yeni Aide Hernández Mendieta | F57    | 17,96 | x     | x     | -     | -     | -     | 17,96 | 719    |                      |
| 13   | KEN Mary Nakhumicha Zakayo       | F57    | x     | x     | 16,86 | -     | -     | -     | 16,86 | 650    | Recorde da temporada |
| 14   | USA Cece Mazyck                  | F57    | x     | 15,45 | x     | -     | -     | -     | 15,45 | 554    |                      |
| 15   | FRA Evelyne Tuitavake            | F58    | x     | x     | 18,27 | -     | -     | -     | 18,27 | 506    |                      |
| 16   | BUL Ivanka Koleva                | F57    | 13,64 | 14,73 | 14,24 | -     | -     | -     | 14,73 | 501    |                      |
| 17   | HAI Nephtalie Jean-Louis         | F57    | 9,98  | 10,69 | 8,92  | -     | -     | -     | 10,69 | 207    | Recorde da temporada |
| 18   | MTN Fatimetou Mamadou Mbodj      | F58    | 7,10  | 7,59  | x     | -     | -     | -     | 7,59  | 23     | Recorde da temporada |

Legenda
| Recorde mundial      | Recorde mundial (World record)               |                       | Recorde africano                      | Recorde africano (African) |                                           | Q | Classificado por posição (Qualified) |
| Recorde paralímpico  | Recorde paralímpico (Paralympic record)      | Recorde da América    | Recorde da América (Americas)         | q                          | Classificado por melhor tempo (Qualified) |   |                                      |
| Melhor marca do ano  | Melhor marca do ano (World leading)          | Recorde asiático      | Recorde asiático (Asian)              | DNS                        | Não largou (Did not start)                |   |                                      |
| Recorde nacional     | Recorde nacional (National record)           | Recorde europeu       | Recorde europeu (European)            | DNF                        | Não terminou (Did not finish)             |   |                                      |
| Recorde pessoal      | Recorde pessoal do atleta (Personal best)    | Recorde da Oceania    | Recorde da Oceania (Oceania)          | DSQ / DQ                   | Desclassificado (Disqualified)            |   |                                      |
| Recorde da temporada | Recorde da temporada do atleta (Season best) | Recorde sul-americano | Recorde sul-americano (South America) | NM                         | Sem marca (No mark)                       |   |                                      |